# 성현동
성현동(成賢洞)은 서울특별시 관악구의 행정동이다.

## 개요
성현동은 조선 중기 예조참판을 지낸 심의겸의 묘소가 있던 곳으로, 그의 자손이 마을을 이루고 지세가 명당이라 어질고 현명한 사람이 많이 모여 산다는 뜻에서 성현동으로 명명하였다. 2008년 9월 1일부터 봉천2동과 봉천5동이 통폐합되어 새롭게 행정업무를 시작하였으며, 관악의 관문인 봉천 고개 남서방향에서 시작하여 북쪽으로는 동작구 상도동과 구계를 이루고 있으며 남쪽으로는 은천로를 경계로 중앙동과 접해 있다.

## 법정동
- 봉천동

## 교육
- 서울구암초등학교
- 구암중학교
- 구암고등학교

## 아파트
| 단지명                   | 건설사                           | 시행사                                 | 주소 | 입주 | 비고             |
| ------------------------ | -------------------------------- | -------------------------------------- | ---- | ---- | ---------------- |
| 관악 센트레빌            | 동부건설                         |                                        |      |      |                  |
| 관악 브라운스톤          | 이수건설                         |                                        |      |      |                  |
| 관악 성현마을 동아       | 동아건설산업                     |                                        |      |      |                  |
| 관악드림타운             | 삼성물산㈜ 건설부문 동아건설산업 |                                        |      |      | 봉천3구역 재개발 |
| 힐스테이트 관악 센트씨엘 | 현대건설                         | 봉천제4-1-2구역 주택재개발정비사업조합 |      |      |                  |